# فنسنت ماركيز
فنسنت ماركيز هو متزحلق حر كندي، ولد في 15 أبريل 1984 في مدينة كيبك في كندا.

## وصلات خارجية
- فنسنت ماركيز على موقع الاتحاد الدولي للتزلج (التزلج على المنحدرات الثلجية) (الإنجليزية)
- فنسنت ماركيز على موقع الاتحاد الدولي للتزلج (التزلج الحر) (الإنجليزية)
- فنسنت ماركيز على موقع أوليمبيديا (الإنجليزية)